# 阿尔松瓦勒
阿尔松瓦勒（法語：Arsonval，法語發音：[aʁsɔ̃val]）是法国奥布省的一个市镇，属于奥布河畔巴尔区。

## 地理
阿尔松瓦勒（48°16'4"N, 4°39'1"E）面积7.58 平方千米，位于法国大東部大區奥布省，该省份为法国中北部省份，北起马恩省，西接塞纳-马恩省，西南至约讷省，东南至科多尔省，东临上马恩省。
与阿尔松瓦勒接壤的市镇（或旧市镇、城区）包括：博桑库尔、多朗库尔、埃克朗斯、若库尔、莱维尼、蒙捷昂利勒、韦尔农维利耶。

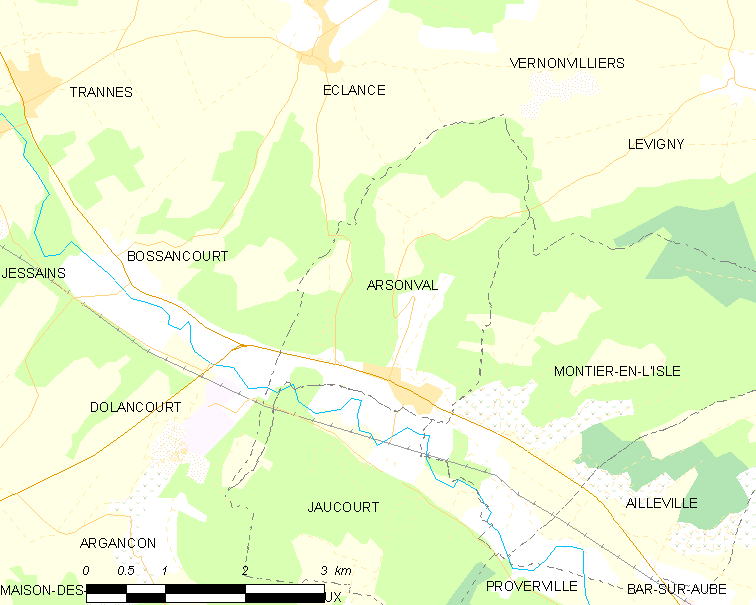
阿尔松瓦勒的OSM定位图

阿尔松瓦勒的时区为UTC+01:00、UTC+02:00（夏令时）。

## 行政
阿尔松瓦勒的邮政编码为10200，INSEE市镇编码为10012。

## 政治
阿尔松瓦勒所属的省级选区为奥布河畔巴尔县。

## 人口

1962-2008年间阿尔松瓦勒人口变化图示

阿尔松瓦勒于2022年1月1日时的人口数量为289人。